# Ellen M. Pawlikowski

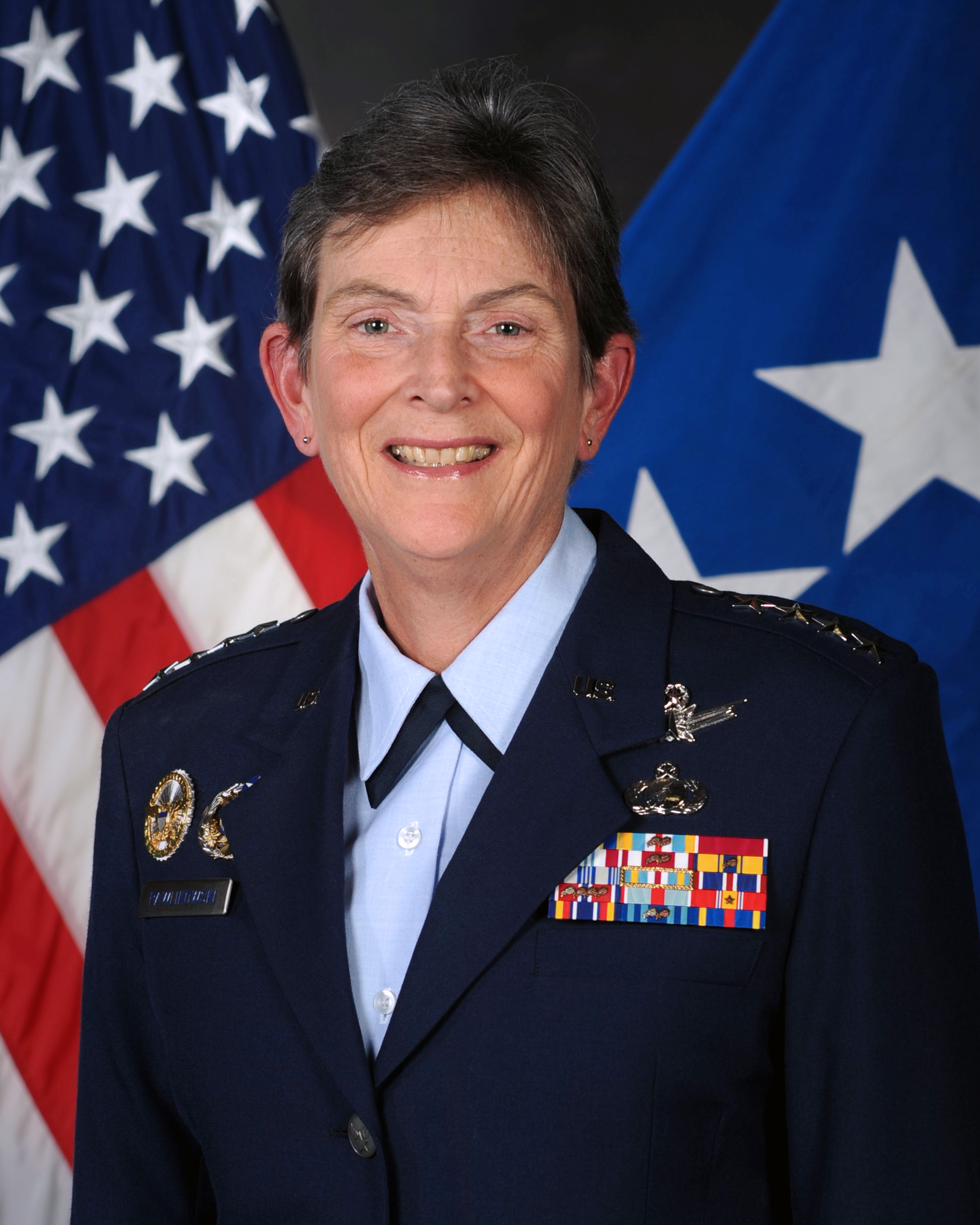
Ellen M. Pawlikowski (2015)

Ellen Marie Pawlikowski (* um 1956 in East Orange, Essex County, New Jersey) ist eine pensionierte Generalin der United States Air Force. Sie kommandierte unter anderem das Air Force Materiel Command.
Über das ROTC-Programm des New Jersey Institute of Technology gelangte sie im Jahr 1978 in das Offizierskorps der United States Air Force. Dort durchlief sie anschließend alle Offiziersränge vom Leutnant bis zum Vier-Sterne-General.
Im Lauf ihrer militärischen Karriere absolvierte sie verschiedene Kurse und Schulungen. Dazu gehörten unter anderem die Squadron Officer School auf der Maxwell Air Force Base (Maxwell AFB) in Alabama; das Air Command and Staff College, das sich ebenfalls auf der Maxwell AFB befindet; der Program Managers Course in Fort Belvoir in Virginia und das Industrial College of the Armed Forces in Fort Lesley J. McNair in Washington, D.C. Außerdem erhielt sie einen akademischen Grad von der University of California, Berkeley, wo sie Chemie studierte.
In ihren frühen Jahren als Offizierin der Luftwaffe war sie an verschiedenen Stützpunkten in den Vereinigten Staaten stationiert. Dabei war sie vor allem in technischen Bereichen und als Stabsoffizierin bei verschiedenen Einheiten stationiert. Am 1. Juni 2005 erreichte sie mit ihrer Beförderung um Brigadegeneral die Generalsränge.
Zwischen März 2005 und Juli 2007 war sie auf der Los Angeles Air Force Base Leiterin der Einheit Military Satellite Communications Systems Wing des Space Systems Commands, des Raumfahrt- und Raketensystemzentrums der Air Force. Danach war sie bis zum Mai 2008 stellvertretende Leiterin des Space System Commands das damals als Space and Missile Systems Center bezeichnet wurde. Danach war sie bis zum Februar 2010 Stabsoffizierin beim National Reconnaissance Office.
Daran schloss sich eine Versetzung zur Wright-Patterson Air Force Base in Ohio an. Dort leitete sie bis Mai 2011 das Forschungslabor der Air Force (Commander, Air Force Research Laboratory). Anschließend kehrte sie nach Los Angeles zurück wo sie das Kommando über das Space and Missile Systems Center übernahm. Dieses Amt bekleidete sie bis zum Juni 2014. Anschließend war sie bis zum Juni 2015 Stabsoffizierin im Hauptquartier der Air Force, wo sie der Abteilung für Beschaffung angehörte.
Im Juni 2015 wurde sie als Nachfolgerin von Janet C. Wolfenbarger neue Oberbefehlshaberin des Air Force Materiel Command das auf der Wright-Patterson Air Force Base ansässig ist. Diese Stelle bekleidete sie bis zum Jahr 2018. Anschließend schied sie aus dem aktiven Militärdienst aus.
Nach ihrer Pensionierung gehörte Pawlikowski dem Vorstand des Rüstungskonzerns Raytheon an. Sie ist Mitglied der National Academy of Engineering. Seit 2019 hat sie einen Lehrstuhl an der University of Southern California inne.

## Daten der Beförderungen
| Abzeichen | Rang               | Jahr            |
| --------- | ------------------ | --------------- |
|           | Second Lieutenant  | 25. Mai 1978    |
|           | First Lieutenant   | 25. Mai 1981    |
|           | Captain            | 25. Mai 1983    |
|           | Major              | 1. März 1988    |
|           | Lieutenant Colonel | 1. April 1992   |
|           | Colonel            | 1. Oktober 1996 |
|           | Brigadier General  | 1. Juni 2005    |
|           | Major General      | 22. Juli 2008   |
|           | Lieutenant General | 3. Juni 2011    |
|           | General            | 8. Juni 2015    |

## Orden und Auszeichnungen
Ellen Pawlikowski erhielt im Lauf ihrer militärischen Karriere unter anderem folgende Auszeichnungen:
- Air Force Distinguished Service Medal
- Defense Superior Service Medal
- Legion of Merit
- Defense Meritorious Service Medal
- Meritorious Service Medal
- Air Force Commendation Medal
- Air Force Achievement Medal
- Joint Meritorious Unit Award
- Air Force Outstanding Unit Award
- Air Force Organizational Excellence Award
- National Defense Service Medal
- Global War on Terrorism Service Medal
- Air Force Longevity Service Award

Außerdem erhielt sie noch einige Ordensbänder (Ribbons).